# Schiffswerft August Eckhoff
Die Schiffswerft August Eckhoff ist eine Werft im Ortsteil Hoopte der Stadt Winsen (Luhe).

## Geschichte
Die Werft und der angeschlossene Zimmereibetrieb wurde 1872 von den Brüdern August und Christoph Eckhoff gegründet. Das Betriebsgelände lag seinerzeit noch an der Ilmenau und es wurde nur in Holz gearbeitet. Der Werftplatz wurde dreimal verlegt, und erst nach der Ausbaggerung des Hafens von Stöckte wurde er 1899 am jetzigen Platz in Hoopte ansässig. Heute führt Christian Eckhoff die Werft in 4. Generation und repariert Binnenschiffe und Sportboote aller Art auf der Slipanlage.

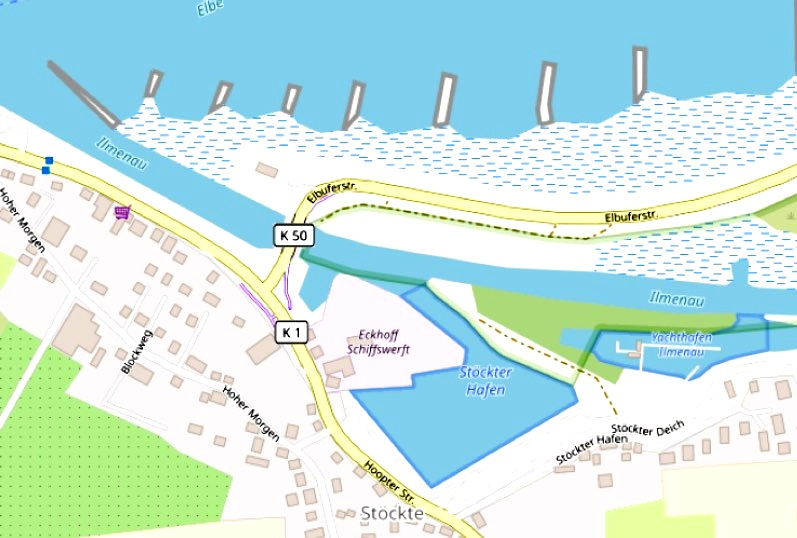
Lage der Schiffswerft August Eckhoff im Stöckter Hafen

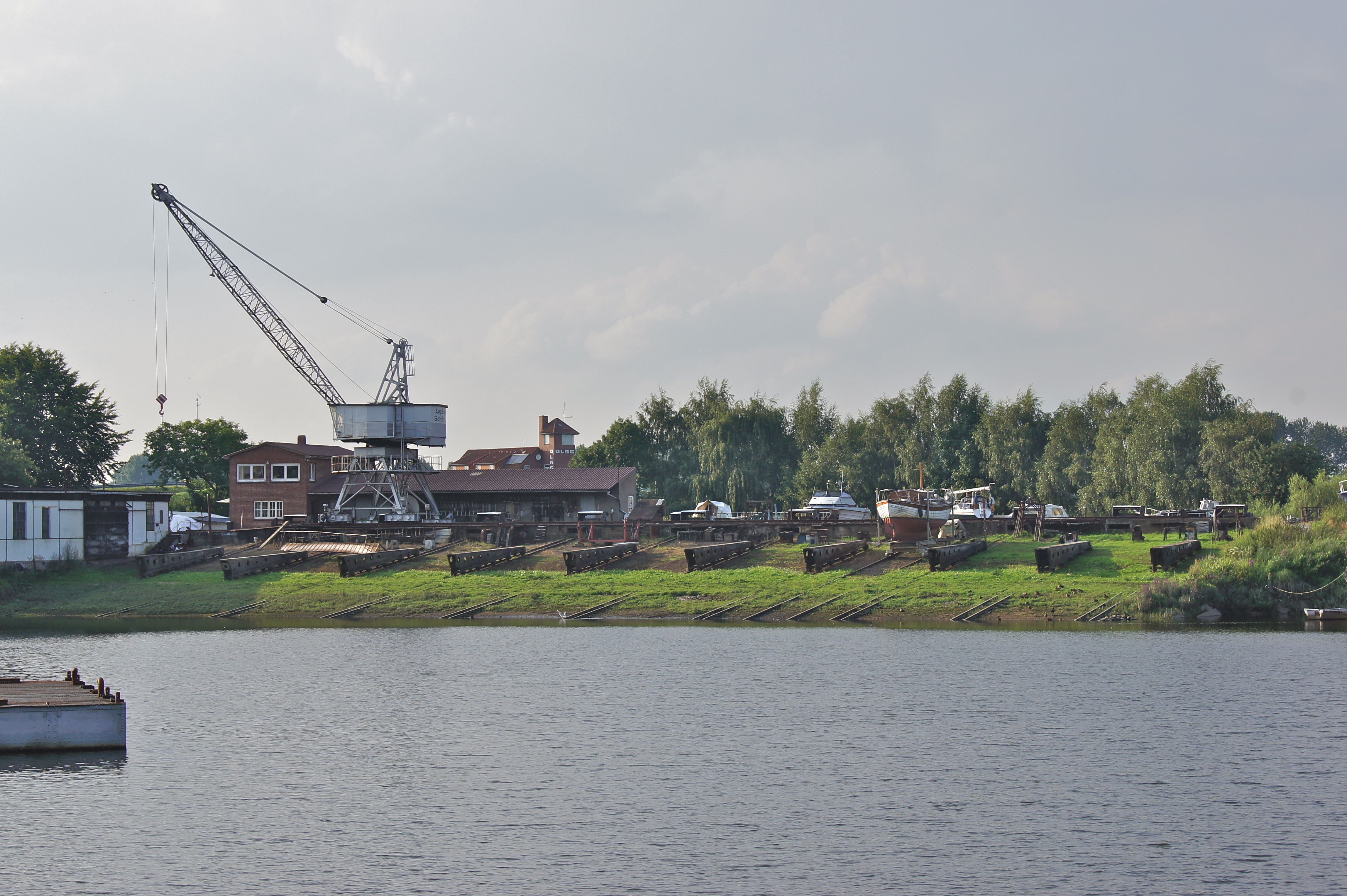
Schiffswerft August Eckhoff (2011)

### Entstehung des Hafens und der Werft
Das eigentliche Hafenbecken ist die Folge von mehreren Deichbrüchen in den Jahren 1509 und 1529, wodurch hier eine tiefe Wasserfläche entstand, die sich durch den Deichbruch 1814 vergrößerte. Der Stöckter Hafen wurde 1887 eingedeicht und diente Flößern sowie Binnenschiffern fortan als Schutz- und Übernachtungshafen und außerdem zum Löschen und Laden von Gütern. Das eigentliche Werftgelände wurde 1908 erhöht und es entstand der vierte heutige Werftstandort. Bis zu dieser Zeit hatte Eckhoff nur Holzschiffe gebaut, jetzt begann der Stahlbau von Binnenschiffen.
Bis 1954 wuchs der Betrieb auf 20 Beschäftigte und baute anfangs vor allem Schuten. 1912 wurden erste Maschinen beschafft und 1924 wurde die Eckhoff-Werft an das Stromnetz angeschlossen. Die heutige Helling wurde 1926 errichtet und bis 1964 mehrfach umgebaut und vergrößert. Der Betrieb wurde schrittweise erweitert, 1948 kam die Werkhalle und 1955 das Bürohaus mit Eisenlager und der Schnürboden dazu. 1969 wurde ein gebrauchter Hafenkran aufgestellt.
1973 erfolgt der Bau des Ilmenau-Sperrwerks an der Ilmenau-Mündung in die Elbe und damit ist die Ilmenau, der Hafen und die Werft vor dem Elbehochwasser geschützt. 1983 wird der Stöckter Hafen von der Wasser- und Schifffahrtsdirektion (WSD) Nord in Kiel als Hafen entwidmet und ist seitdem ein privater Umschlaghafen. Damit hat der Hafen einen Teil seiner einstigen Bedeutung verloren. Ein zusätzliches Standbein für die Werft entwickelt sich ab den 1980er-Jahren mit Reparaturen und Farbarbeiten an Sportbooten und Wohnschiffen. Außerdem werden auf dem Betriebsgelände rund 50 Plätze für Winterlager angeboten.
Der Stöckter Hafen wird in den 1990er-Jahr von Hermann Vaick sowie vom Werftbesitzer Christian Eckhoff von den Bundesbehörden erworben. Eckhoff benötigt sein Grundstücksanteil für die Werft und Bootslagerei und Vaick errichtet eine Steganlage für Liegeplätze von Freizeitbooten. Dadurch kehrte wieder mehr Leben und Verkehr in den Hafen, wovon auch die Werft profitierte.

### 2007 JugendprojektMelpomene
Unter fachlicher Anleitung des Werftbesitzers Christian Eckhoff wurde ab 2007 das Segelschiff Melpomene repariert und überholt, um es für Jugendfreizeiten in Fahrt zu bringen. Der 31 t Besan-Segler mit Plattboden war 1895 mit einer Länge von 18,45 und Breite von 4,1 Metern auf der Boizenburger Werft Ernst Niemand gebaut worden und ist eines der letzten dieser Schiffe. Es gehört zum maritimen Erbe der Hamburger Metropolregion. Das Jugendprojekt wurde auf Vermittlung der Wirtschaftsförderungsgesellschaft des Landkreises Harburg (WLH) begonnen und von der Organisation „Quäker-Häuser“, einer gemeinnützigen Gesellschaft für Soziale Arbeit, durchgeführt. Diese Gesellschaft betreibt seit 2003 bereits den Motorsegler Jannie auf der Elbe und Ostsee. 
Die Melpomene ist ein Beschäftigungsprojekt für Jugendliche ohne Lehrstelle. Mit Hafenfesten in Stöckte wurde Geld für das Jugendprojekt eingenommen.